# Bernhard Gregory
Bernhard Gregory (* 10. Apriljul. / 22. April 1879greg. in Reval / Estland; † 2. Februar 1939 in
Berlin-Schmargendorf) war ein starker Berliner Schachmeister in der ersten Hälfte des 20. Jahrhunderts. Seine höchste historische Elo-Zahl war 2493 im Jahr 1916.

## Leben
Bernhard Gregory wurde als Sohn des Advokaten und Senators Ferdinand Oscar Gregory und von Alexandrine Emmi Gregory, geborene Gordofski, in Reval, dem heutigen Tallinn, geboren.
Er besuchte als Sohn begüterter Eltern von 1885 bis 1893 die Ritter- und Domschule zu Reval. Die Unterrichtssprache ab 1885 war russisch, zu Hause wurde jedoch deutsch und estnisch gesprochen.
An dieser Schule hat er mit Unterstützung des Vaters als 8-Jähriger das Schachspiel erlernt.
1898 – zwei Jahre nach dem Tod des Vaters in Reval – ging er zunächst nach München zum Studium der Chemie und der technischen Wissenschaften, später setzte er in Berlin sein Studium fort.
Er heiratete noch als Student mit 23 Jahren die erst 18-jährige Ida Hempel aus Leipzig. Die Eheschließung fand in London am 2. September 1902 statt. Ab 1904 wohnte das junge Paar in Berlin-Schöneberg. 1903 wurde Tochter Iselin Gregory geboren, 1905 eine weitere Tochter Maud Dolly Gregory. 1914 trennte sich das Ehepaar, Ida Gregory zog mit den Töchtern zurück nach Leipzig zu ihren Eltern, Bernhard Gregory blieb in Berlin. In dieser Zeit – also von 1904 bis 1914 – war er aktiver Schachspieler in Berlin und ein angesehener Schachmeister. Wie aus dem Briefwechsel mit seiner Frau zu entnehmen ist, war er in diesen Jahren auch öfter in seinem Elternhaus in Reval (Tallinn). Seine Tochter Iselin gebar 1930 eine Tochter Alice Gregory (verh. Kahl). Alice Kahl geb. Gregory (wohnhaft in Leipzig) ist das einzige Enkelkind von Bernhard Gregory. In ihrem Besitz befinden sich noch Gegenstände aus dem Nachlass seiner ersten Ehe, u. a. sein Schachtisch aus der Berliner Wohnung.
Da er in der Provinz Estland geboren wurde, welche damals unter russischer Herrschaft stand, wurde er als „Staatenloser“ geführt und nicht zum Militärdienst im Ersten Weltkrieg eingezogen. Er beklagt sich in einem Brief darüber, dass er von Berliner Ämtern als „feindlicher Ausländer“ behandelt wird.
1927 hat sich Gregory wahrscheinlich vom professionellen Schach zurückgezogen.
1931 wurde seine erste Ehe endlich geschieden und er heiratete im gleichen Jahr seine zweite Ehefrau Helene, geb. Walsleben, aus dieser Ehe gibt es keine Kinder. 1932 erhielt er nach mehreren Anläufen seine Einbürgerungsurkunde als Deutscher, damit waren nun auch seine Töchter nicht mehr Staatenlose, sondern Deutsche.
Es gibt keine Unterlagen mehr darüber, ob er nach 1914 noch aktiv an Schachturnieren teilgenommen oder sogar bei Meisterschaften gewonnen hat. Bei der notariellen Beglaubigung seines Erbvertrages im Jahre 1931 war allerdings der Schachmeister Paul Johner aus Berlin-Charlottenburg als Zeuge zugegen.
Gregory arbeitete als Ingenieur und Erfinder in verschiedenen Anstellungen in Berlin, welches er als Wohnort bis zu seinem Tode beibehielt. Er starb am 2. Februar 1939 in Berlin, wahrscheinlich an Krebs.

## Erfolge
- 1.–2. Platz in Reval 1904
- 6. Platz in Barmen 1905
- 1.–3. Platz in Barmen 1905
- 5. Platz in Nürnberg 1906
- 6.–7. Platz in Berlin 1907
- 2. Platz in Berlin 1908
- 3. Platz in Sankt Petersburg 1909
- 5. Platz in Berlin 1910
- 1. Platz in Breslau 1912
- 6.–7. Platz in Berlin 1920